# Repetitives Arrangement
Repetitives Arrangement bezeichnet in der Musik eine Form des Arrangements, das auf Wiederholungen einzelner kurzer Fragmente basiert. Die Entwicklung innerhalb der Musik wird durch oft minimalistische Veränderung einzelner Parameter erzielt.
Schon viele Schamanentänze basierten im Wesentlichen auf dem repetitiven Arrangement. Vor allem in der klassischen Musik gibt es eine lange Tradition repetitiver Arrangements. In den 1920er-Jahren tauchte das repetitive Arrangement in den Livepräsentationen des Country Blues wie den Coros des kubanischen Son auf, von denen sich eine direkte Linie zu den Mambo-Abschnitten des Salsa ziehen lässt. Puristische Ausformungen sind z. B. die musique d’ameublement, die Vexations von Eric Satie und die sogenannte Minimal Music. Auch z. B. der Funk sowie der Krautrock wenden es an. Die heutige Elektronische Tanzmusik (House, Techno u. a.) basiert fast vollständig auf dem repetitiven Arrangement, manchmal findet man Mischformen mit der Song- bzw. Liedstruktur, wie etwa im Trance.
Grundsätzlich spielt Wiederholung in der Musik allgemein eine zentrale Rolle. Ostinati, wiederkehrende Tonfolgen und Motive oder sich wiederholende harmonische oder rhythmische Strukturen sind wesentliche Elemente der allermeisten musikalischen Formen.